# Жетекшинська сільська адміністрація
Жетекшинська сільська адміністрація (каз. Жетекші ауылдық әкімдігі, рос. Жетекшинская сельская администрация) — адміністративна одиниця у складі Павлодарської міської адміністрації Павлодарської області Казахстану. Адміністративний центр — село Жетекші.
Населення — 2740 осіб (2021; 1732 у 2009, 1503 у 1999, 1644 у 1989).
Станом на 1989 рік існувала Жетекшинська сільська рада (село Жетекші) у складі Павлодарського району. 2013 року Жетекшинський сільський округ перетворено в сільську адміністрацію.